# Lycée Paul-Hazard
 (août 2014).
Si vous disposez d'ouvrages ou d'articles de référence ou si vous connaissez des sites web de qualité traitant du thème abordé ici, merci de compléter l'article en donnant les références utiles à sa vérifiabilité et en les liant à la section « Notes et références ».
Le Paul-Hazard  est un établissement public d'enseignement général et technologique et supérieur d'Armentières, situé au 1 rue Paul Hazard. L'établissement doit son nom à Paul Hazard, historien et académicien français, qui y a été élève de 1890 à 1896.

## Histoire
L'enseignement armentièrois trouve son essor à la fin du XIXe siècle, sous l'impulsion des lois relatives à l'enseignement de la IIIe République. En 1881, le nouveau maire d'Armentières, Mathias Tahon-Fauvel, décide de créer un nouveau collège de garçons laïc. Le projet retenu est celui présenté par l'architecte Charles Marteau. L'édifice est l'œuvre de César Debosque. Le lycée est inauguré le 6 août 1883. Par la suite, il devint le Collège de Jeunes Filles d'Armentières avant de devenir mixte et d'être renommé Lycée Paul-Hazard. Monsieur Bertrand, Surveillant principal pendant l'Occupation, faisait partie d'un réseau résistance. Fin juin 1944, Pierre Lecocq (âgé de seize ans), élève de seconde, fut fusillé par les Allemands en même temps que son père.

## Classement du lycée
En 2015, le lycée se classe 48e sur 99 au niveau départemental quant à la qualité d'enseignement, et 990e au niveau national. Le classement s'établit sur trois critères : le taux de réussite au bac, la proportion d'élèves de première qui obtient le baccalauréat en ayant fait les deux dernières années de leur scolarité dans l'établissement, et la valeur ajoutée (calculée à partir de l'origine sociale des élèves, de leur âge et de leurs résultats au diplôme national du brevet).

## Anciens élèves
- Paul Hazard (1878-1944), historien et essayiste français, membre de l'Académie française[3].
- Line Renaud (née en 1928), chanteuse et actrice française, a suivi une partie de ses études dans cet établissement[4].
- Nicolas Théry (né en 1965), président du Crédit mutuel[5].
- 3 Membres du groupe PZK (créer en 2005) [6].

## Anciens Proviseurs
1940 : Monsieur Devois
2016 - 2021 Abdelaziz Kissany
2021 -          Michel Fauquette

## Architecture
Le plan du lycée se compose de trois cours rectangulaires, alignées et nommées A, B et C. Les corps de bâtiments s'élèvent sur deux étages et encadrent chaque cour.

## Formations proposées

### Enseignement secondaire
Le lycée compte dix ou onze classes de seconde, selon les années, et dispense la plupart des enseignements d'exploration. Des options sont proposées et peuvent être poursuivies jusqu'en terminale : anglais, allemand, espagnol, néerlandais, danse, latin, grec ancien, escalade, arts plastiques, théâtre, musique (enseignements artistiques en collaboration avec le lycée Gustave Eiffel).